# 佐々木忠次郎
佐々木 忠次郎（ささき ちゅうじろう、1857年9月27日（安政4年8月10日）- 1938年（昭和13年）5月26日）は、明治・大正・昭和期の昆虫学者。近代養蚕学・製糸学の開拓者。

## 経歴
福井藩士の子として福井で生まれ、1871年に父の工部省勧工寮出仕にともない、14歳で上京し、東京大学理学部に入学。
東大在学中、エドワード・S・モースやチャールズ・オーティス・ホイットマンの指導を受けた。
- 1877年9月16日、モースの生徒として、松村任三、松浦佐用彦とともに大森貝塚の発掘調査を行った。
- 1879年には日本人だけによる最初の発掘調査として、後輩の飯島魁とともに陸平貝塚の調査を行っている。
- 1881年、東京大学理科大学生物学科第1回生として卒業。1889年から2年間ドイツへ留学し、ミュンヘン大学で学ぶ[2][1]。留学中も常に羽織に仙台平の袴という服装で外出し、ミュンヘンの名物になったという[3]。帰国後帝国大学農科大学助教授となり、1893年に動物学・昆虫学・養蚕学の第二講座の初代教授となった[1]。
- 1921年退官、名誉教授となる。
- 1922年4月7日、帝国学士院会員となる[4]。

害虫研究や蚕研究を行い、多くの著書と論文を発表し、没後その功績を称え旭日重光章が贈られた。また国蝶のオオムラサキの属名「ササキヤ（Sasakia）」は彼に対する献名である。

## 家族
父佐々木長淳（権六、1830-1916）も養蚕学の研究者である。長淳は福井藩士・佐々木小左衛門長恭の長男に生まれ、幕末の福井藩で主に技術官僚として軍事・軍制改革に携わり、武器購入のために米国へも渡航し、維新後は新政府の農政実務官僚として養蚕・製糸・紡績等の分野で大きな功績を残した。

## 栄典
位階
- 1891年（明治24年）12月21日 - 正七位[6]
- 1901年（明治34年）8月31日 - 正五位[7]
- 1906年（明治39年）10月20日 - 従四位[8]
- 1911年（明治44年）12月11日 - 正四位[9]
- 1917年（大正6年）1月10日 - 従三位[10]

勲章等
- 1901年（明治34年）12月27日 - 勲五等瑞宝章[11]
- 1915年（大正4年）11月10日 - 大礼記念章[12]

## 論文
- 国立情報学研究所収録論文 国立情報学研究所